# Мілан Гавел
Мілан Гавел (чеськ. Milan Havel, нар. 7 серпня 1994, Бенешов, Чехія) — чеський футболіст, фланговий захисник клубу «Вікторія» (Пльзень) та національної збірної Чехії.

## Клубна кар'єра
Мілан Гавел є вихованцем клубу «Богеміанс 1905». У першій команді Гавел дебютував у червні 2013 року. І вже в першому своєму сезоні разом з клубом став переможцем Другої ліги чемпіонату Чехії. У березні 2016 року Гавел зіграв перший матч у Гамбрінус лізі.
Влітку 2017 року Гавел перейшов до «Вікторії» з міста Пльзень. І вже у липні у матчі кваліфікації Ліги чемпіонів дебютував у новій команді. Вже в першому сезоні у складі «Вікторії» Гавел виграв чемпіонат Чехії. 2019 рік він провів в оренді у своєму рідному клубі «Богеміанс 1905».

## Збірна
У 2017 році у складі молодіжної збірної Чехії Мілан Гавел брав участь у молодіжному Євро, що проходив на полях Польщі.
8 вересня 2021 року у товариському матчі проти команди України Гавел дебютував у національній збірній Чехії.

## Досягнення
- Чемпіон Чехії (2):

«Вікторія» (Пльзень): 2017-18, 2021-22